# Amytornis dorotheae
El maluro de Carpentaria (Amytornis dorotheae) es una especie de ave paseriforme de la familia Maluridae endémica del norte de Australia. Se encuentra únicamente en el noroeste de Queensland y el este del territorio del Norte de Australia.